# Hala Szrenicka

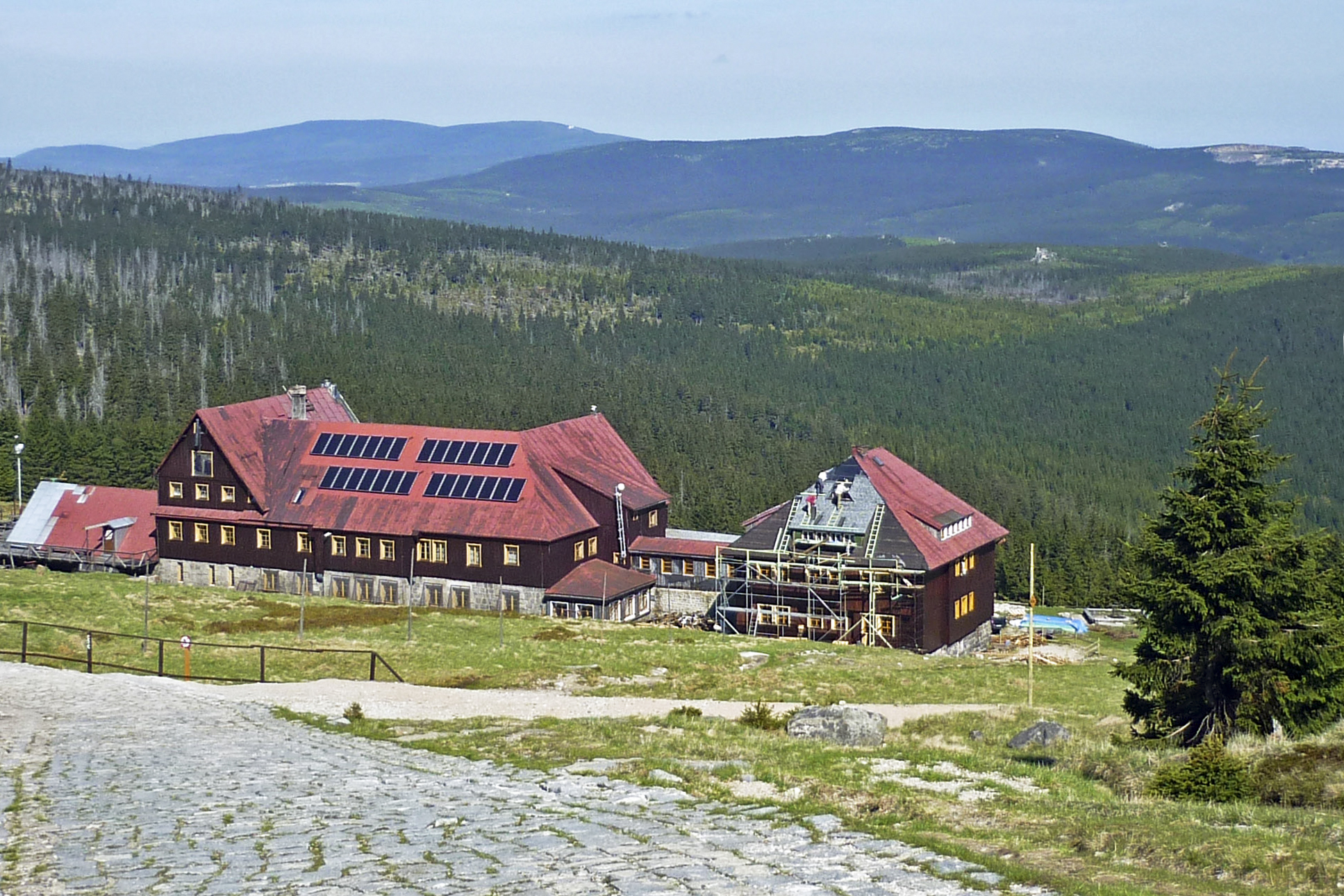
Schronisko PTTK na Hali Szrenickiej

Hala Szrenicka (niem. Grenzwiese, cz. Jeřábi louka) – położona na wysokości od 1 150 do 1 300 m n.p.m. jest wysokogórską łąką torfową, rozciągająca się po obu stronach głównego grzbietu Karkonoszy (szlaki ze Szklarskiej Poręby). 

## Położenie i opis
Początkowo była to naturalna łąka górska, która została powiększona przez wypasy owiec. Pod koniec XVIII wieku (1787) zbudowano tu chatę pasterską zwaną Nową Śląską Budą, która została przekształcona w schronisko na Hali Szrenickiej. Naturalna roślinność Hali Szrenickiej została zniszczona, obecnie dominuje roślinność synatropijna spowodowana nadmiernym użyźnieniem gleby, np. szczaw alpejski czy bliźniczka psia trawka.
W latach 1891–1936 funkcjonowała tu opadowa stacja meteorologiczna położona na wysokości 1 190 m n.p.m. (50°48′N 15°30′E/50,800000 15,500000), obecnie nieczynna. Średnia roczna suma opadów wynosiła 1 289 mm. Najwięcej opadów notowano latem: czerwiec 129 mm, lipiec 137 mm i sierpień 133 mm. Na przełomie zimy i wiosny relatywnie było ich najmniej: luty i marzec po 79 mm oraz kwiecień 83 mm..
Na hali istnieją dobre warunki narciarskie, istnieją liczne trasy zjazdowe i wyciągi zarządzane przez firmę SkiArena Szrenica. Jeden z wyciągów po polskiej stronie dochodzi prawie pod sam szczyt Szrenicy. Roztacza się stąd panorama na Góry Izerskie.

## Szlaki turystyczne
Przez Halę Szrenicką przebiegają następujące szlaki:
- z Jakuszyc i dalej wokół Szrenicy jako Ścieżka nad Reglami do Przełęczy Karkonoskiej,
- ze Świeradowa-Zdroju jako Główny Szlak Sudecki i dalej do Karpacza przez Kocioł Łomniczki,
- na przełęcz Okraj jako Droga Przyjaźni Polsko-Czeskiej.